# 鋼のように、ガラスの如く
鋼のように、ガラスの如く（Steel And Glass）は、1974年に発表された、ジョン・レノンの個人名義第4弾アルバム「心の壁、愛の橋」の収録曲。

## 概要
この曲の冒頭で聞かれる「これは僕の友達の話です。」「誰だい?」という呟きは、バックバンドのプラスティック・オノ・バンドに参加していたハリー・ニルソンのことを示している。
また、歌詞のくだりに「君のお母さんは君が小さいときにいなくなった。」とある。ジョンがかつての相棒ポール・マッカートニーと意気投合したきっかけは、幼い時に母と別れたことからである。
また、レノンはインタビューでこの曲はアラン・クラインのことを歌っているともほのめかしている。
ちなみに、タイトルは直訳すると「鉄とガラス」となるが、邦題は「心のしとねは何処」のケースと同様、日本での発売元東芝EMIの判断によると思われる。